# Fluoruro di mercurio(II)
Il fluoruro di mercurio(II) è un composto inorganico del fluoro e del mercurio con formula molecolare HgF2.

## Struttura cristallina
Il fluoruro di mercurio(II) possiede la struttura della fluorite con simbolo di Pearson cF12 e gruppo spaziale Fm3m (gruppo n°225).

## Sintesi
Il fluoruro di mercurio(II) è più comunemente prodotto dalla reazione di ossido mercurico (HgO) e acido fluoridrico:
{\displaystyle {\ce {HgO\ +\ 2HF->HgF2\ +\ H2O}}}
Il fluoruro di mercurio(II) può anche essere prodotto attraverso la fluorurazione del cloruro mercurico (HgCl2):
{\displaystyle {\ce {HgCl2\ +\ F2->HgF2\ +\ Cl2}}}
o di ossido mercurico:
{\displaystyle {\ce {2HgO\ +\ 2F2->2HgF2\ +\ O2}}}
con ossigeno come sottoprodotto.

## Applicazioni
Il fluoruro di mercurio(II) è un agente di fluorurazione selettivo.